# Roxitromicina
La Roxitromicina es un antibiótico macrólido semisintético. Es usado para tratar infecciones del tracto respiratorio, urinario y de tejidos blandos. La roxitromicina es un derivado de la eritromicina, teniendo el mismo anillo de lactona de 14 miembros. Sin embargo una cadena lateral de N-oxima está unida al anillo de lactona. También ha sido sometida a ensayos clínicos para el tratamiento de la caída de pelo de patrón masculino (alopecia androgénica). También ha sido probada por poseer actividad contra la malaria.
La roxitromicina se encuentra disponible bajo algunas marcas comerciales, por ejemplo, Roxl-150, Roxo, Surlid, Rulide, Biaxsig, Roxar, Roximycin, Roxomycin, Tirabicin y Coroxin. La Roxitromicina no se encuentra disponible en los Estados Unidos. 

## Historia
La compañía farmacéutica alemana Hoechst Uclaf sacó al mercado la roxitromicina en 1987.

## Farmacocinética

### Absorción
Cuando es tomada antes de las comidas, la roxitromicina es rápidamente absorbida, y distribuida en la mayoría de los tejidos y fagocitos. La roxitromicina es rápidamente absorbida del tracto gastrointestinal obteniendo niveles máximos dentro de las 2 horas. 150 mg de roxitromicina administrados dos veces al día o 300 mg una vez al día proporcionan niveles plasmáticos superiores a la concentración inhibitoria mínima requerida para tener actividad antibacteriana.

### Distribución
Debido a la alta concentración en los fagocitos, el medicamento es trasportado activamente al sitio de la infección. Durante la fagocitosis activa, grandes concentraciones de roxitromicina son liberadas. La roxitromicina no es detectada en el fluido cerebroespinal de sujetos con meninges sin proceso inflamatorio.

### Metabolismo y excreción
El medicamento es eliminado con una vida media cercana a las 10 horas. La roxitromicina es poco metabolizada. Aproximadamente el 53% es escretada en las heces y cerca del 10% de la dosis es eliminada en la orina. Durante la administración oral la concentración estable es usualmente al cuarto día y es dosis dependiente.
La tasa de absorción no es afectada por la edad, pero la tasa de eliminación y depuración renal está disminuida en ancianos. En pacientes con insuficiencia renal la tasa de eliminación es menor. En pacientes con cirrosis hepática la tasa de eliminación no es afectada.

## Farmacodinamia

### Mecanismo de acción
La roxitromicina evita el crecimiento bacteriano por medio de la inhibición de la síntesis proteica. Esta se une a la subunidad 50S del ribosoma de las bacterias, de esta forma interfiriendo con la translocación de los péptidos. La Roxitromicina tiene un espectro similar a la eritromicina, pero es más efectiva contra algunos tipos de bacterias gram negativas, especialmente la Legionella pneumophila.

### Espectro
La roxitromicina ha demostrado actividad en vitro contra los siguientes microorganismos:
- Streptococcus pneumoniae
- Streptococcus pyogenes
- Mycoplasma pneumoniae
- Moraxella catarrhalis
- Ureaplasma urealyticum
- Chlamydia sp

Ha demostrado actividad parcial contra:
- Haemophilus influenzae
- Staphylococcus aureus, (excepto estafilococos meticilino resistentes).

Los siguientes microorganismos son resistentes:
- Staphylococcus aureus multirresistentes,
- Enterobacteriaceae
- Pseudomonas sp
- Acinetobacter sp

### Interacciones medicamentosas
La roxitromicina tiene menos interacciones que la eritromicina y como esta tiene una baja afinidad por la citocromo P450. 
La roxitromicina no interactúa con anticonceptivos hormonales, ni con prednisolona, carbamazepina, ranitidina o antiácidos.
Cuando la roxitromicina es administrada con teofilina, algunos estudios han mostrado un incremento en las concentraciones plasmáticas de teofilina. Un cambio en la dosis es requerido para pacientes con niveles altos de teofilina, al inicio del tratamiento los niveles plasmáticos podrían ser monitorizados.
La Roxitromicina parece interactuar con la warfarina. Esto es evidenciado por el incremento en el tiempo de protrombina (INR del inglés international normalised ratio) en pacientes con uso simultáneo de roxitromicina y warfarina. Como consecuencia pueden ocurrir episodios de hemorragia severa.

## Efectos colaterales
Los efectos colaterales más comunes ocurren a nivel gastrointestinal; como diarrea, náuseas, dolor abdominal y vómito. Efectos adversos menos comunes ocurren a nivel del sistema nervioso central y periférico como cefalea, mareo y vértigo. Efectos raramente observados son erupciones cutáneas, valores de la función hepática alterados y alteraciones del olfato y el tacto.

## Uso clínico

### Adultos
- Infecciones del tracto respiratorio superior: faringitis, amigdalitis y sinusitis.
- Infecciones del tracto respitarorio inferior: bronquitis aguda, bronquitis crónica agudizada y neumonía adquirida en comunidad.
- Infecciones cutáneas.
- Uretritis no gonocóccica.

### Niños
- Faringitis aguda.
- Amigdalitis aguda.
- Impétigo.

## Presentación y dosis
La roxitromicina está disponible en tabletas de 150 y 300 mg o suspensión oral. La dosis en adultos es de 300 mg por día, en niños la dosis recomendada es de 5 a 8 mm/kg/día, no es recomendada para niños menores de 40 kg.